# Mussaenda forsteniana
Mussaenda forsteniana är en måreväxtart som beskrevs av Friedrich Anton Wilhelm Miquel. Mussaenda forsteniana ingår i släktet Mussaenda och familjen måreväxter. Inga underarter finns listade i Catalogue of Life.